# 12-es busz (Eger)
Az egri 12-es jelzésű autóbusz Lajosváros és a Tesco áruház között közlekedik. A viszonylatot a Volánbusz üzemelteti.

## Útvonala
| Tesco áruház felé | Lajosváros felé |
| --- | --- |
| Lajosváros vá. – Mátyás király út – Deák Ferenc utca – Eszterházy tér – Törvényház utca – Barkóczy utca – Csiky Sándor utca – Széchenyi István utca – Ráckapu tér – Malom utca – Malomárok utca – Olasz utca – II. Rákóczi Ferenc utca – Cifrakapu utca – Tesco áruház vá. | Tesco áruház vá. – Cifrakapu utca – Olasz utca – Malomárok utca – Malom utca – Ráckapu tér – Széchenyi István utca – Csiky Sándor utca – Barkóczy utca – Törvényház utca – Eszterházy tér – Hatvani kapu tér – Deák Ferenc utca – Mátyás király út – Lajosváros vá. |

## Megállóhelyei
Az átszállási kapcsolatok között a javarészt azonos útvonalon közlekedő 112-es busz nincs feltüntetve.
| 12 (Lajosváros – Tesco áruház) |                           |          |                                                                                                |
| Perc (↓)                       | Megállóhely               | Perc (↑) | Megállóhelyet érintő járatok                                                                   |
| 0                              | Lajosváros végállomás     | 26       | 3, 3A, 4, 6, 11, 13, 14, 14E, 16                                                               |
| ∫                              | Mátyás király út          | 24       | 3, 3A, 6, 11, 13, 14, 14E, 113                                                                 |
| ∫                              | Veres Péter út            | 23       | 3, 3A, 6, 11, 13, 14, 14E, 113                                                                 |
| 1                              | Tompa utca                | 22       | 3, 3A, 6, 11, 13, 14, 14E, 16, 113, 3410 Helyközi buszok Távolsági járatok                     |
| 3                              | Aradi út                  | 21       | 3, 3A, 6, 11, 13, 14, 14E, 16, 113, 3410                                                       |
| 4                              | Nagyváradi út             | 19       | 3, 3A, 6, 11, 13, 14, 14E, 16, 113, 3410 Helyközi buszok Távolsági járatok                     |
| 5                              | Galagonyás utca           | 18       | 3, 3A, 6, 11, 13, 14, 14E, 16, 113, 3410                                                       |
| ∫                              | Széna tér                 | 17       | 3, 3A, 6, 11, 13, 14, 14E, 113, 3410                                                           |
| 7                              | Vasútállomás, bejárati út | 16       | 11, 13, 14, 14E, 113, 3410 Helyközi buszok Távolsági járatok                                   |
| 8                              | Sportpálya, bejárati út   | ∫        | 2, 2A, 11, 14, 14E, 3410 Helyközi buszok                                                       |
| 10                             | Színház                   | 14       | 2, 2A, 7, 7A, 11, 14, 14E, 3410 Helyközi buszok Távolsági járatok                              |
| ∫                              | Bazilika                  | 13       | 2, 2A, 4, 5, 5A, 6, 7, 7A, 11, 14, 14E, 3405, 3406, 3410                                       |
| 12                             | Autóbusz-állomás          | 12       | 2, 2A, 4, 5, 5A, 6, 7, 7A, 11, 14, 14E, 16, 3405, 3406, 3410 Helyközi buszok Távolsági járatok |
| 14                             | Dobó Gimnázium            | 10       | 2, 2A, 5, 5A, 6, 7, 7A, 11, 14, 14E, 16, 3405, 3406 Távolsági járatok                          |
| 16                             | Tűzoltó tér               | 8        | 2, 2A, 5, 5A, 6, 7, 7A, 11, 14, 14E, 16, 3405, 3406                                            |
| 17                             | Malom út                  | 6        | 5, 5A, 6, 7, 7A, 16, 3405, 3406 Helyközi buszok                                                |
| 19                             | Hőközpont                 | 5        | 5, 5A, 6, 13, 16, 113, 3405, 3406                                                              |
| 21                             | Shell kút                 | ∫        | 4, 7, 11, 13, 14, 14E, 113, 3410 Helyközi buszok                                               |
| 23                             | Cifrakapu út              | ∫        | 3, 7                                                                                           |
| ∫                              | Tiba utca                 | 3        | 3, 3A, 5, 5A, 6, 13, 16, 113, 3405, 3406                                                       |
| ∫                              | Felsőváros                | 1        | 3, 3A, 5, 5A, 6, 13, 16, 113, 3405, 3406                                                       |
| 25                             | Tesco áruház végállomás   | 0        | 3A, 5, 5A, 6, 7, 13, 113, 3406                                                                 |